# Política i govern del País Valencià
El País Valencià com a expressió de la seua identitat diferenciada com a nacionalitat històrica de l'Estat espanyol s'ha constituït com a comunitat autònoma amb la denominació oficial de Comunitat Valenciana. La norma bàsica que regeix la política del País Valencià és l'Estatut d'Autonomia del 2006. El conjunt de les institucions de govern del País Valencià constitueix La Generalitat integrada per les Corts Valencianes, el President i el Consell.

## Estatut d'Autonomia del País Valencià
Article principal: Estatut d'Autonomia del País Valencià
L'Estatut d'Autonomia és la norma bàsica del País Valencià, segons allò que establix el títol vuitè de la Constitució espanyola de 1978. Definix els drets i deures dels valencians i valencianes, les institucions polítiques de la comunitat, les seues competències i les seues relacions amb l'Estat. El primer Estatut d'Autonomia aprovat per les Corts espanyoles, es va promulgar el 1982. Va ser reemplaçat per l'Estatut de 2006.

## La Generalitat

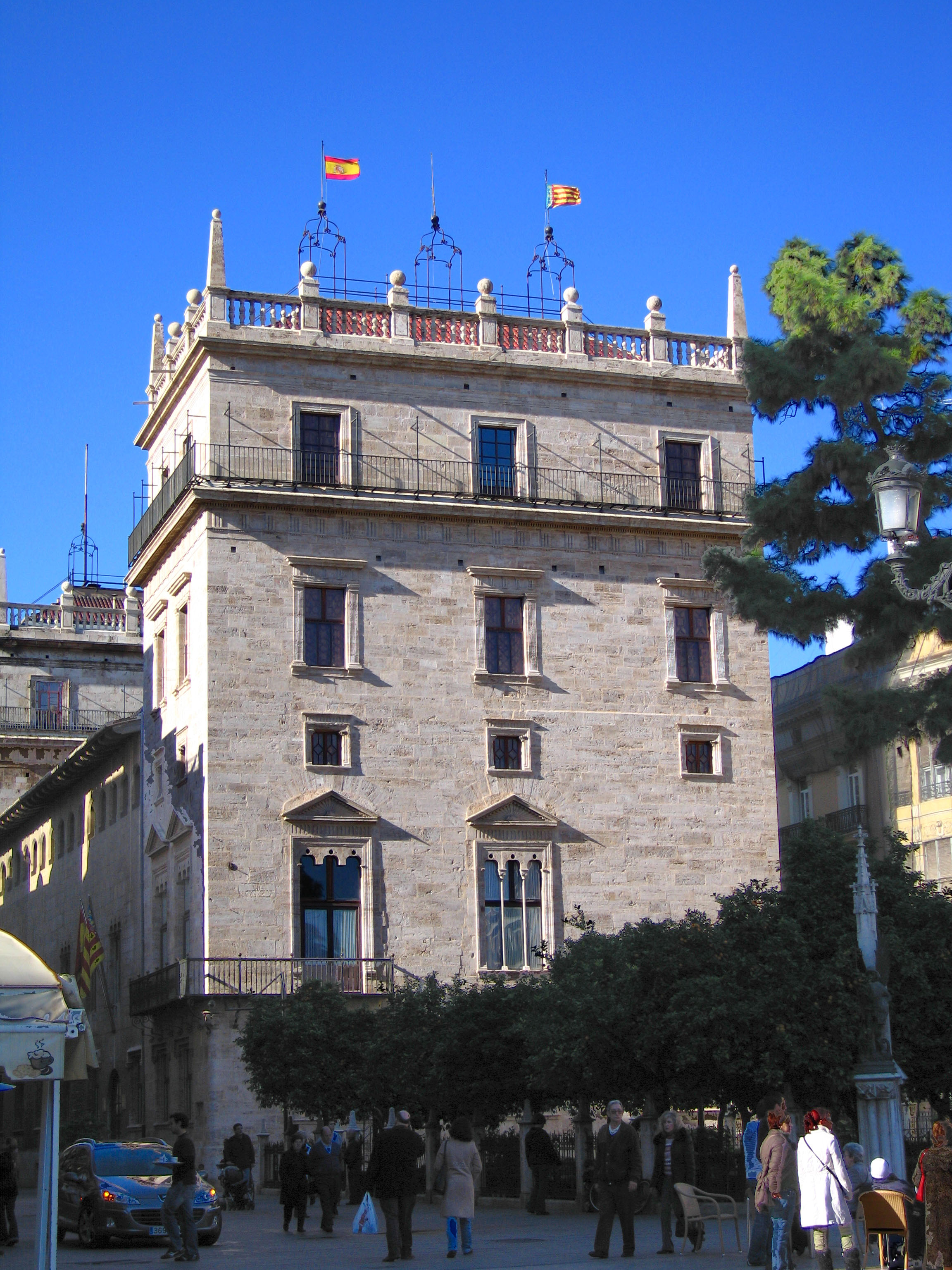
Palau de La Generalitat

Article principal: Generalitat Valenciana
La Generalitat és el conjunt de les institucions d'autogovern de la País Valencià. Encara que s'anomena de manera tradicional com a "Generalitat Valenciana", a partir de la reforma de l'Estatut del 2006, el seu nom oficial és La Generalitat. Té la seu oficial al Palau de la Generalitat de la ciutat de València, on està la presidència, però les seues institucions es poden reunir a qualsevol lloc del País Valencià. Les Corts tenen la seu al Palau de Benicarló o dels Borja, en la mateixa ciutat. Les tres institucions de govern de La Generalitat són les Corts Valencianes, la Presidència i el Consell. Altres institucions de La Generalitat són: la Sindicatura de Comptes, el Síndic de Greuges, el Consell Valencià de Cultura, l'Acadèmia Valenciana de la Llengua, el Consell Jurídic Consultiu i el Comité Econòmic i Social.

### Les Corts Valencianes
Article principal: Corts Valencianes
Les Corts Valencianes, o simplement Les Corts, representen el poble valencià i exercixen la potestat legislativa del País Valencià. Són inviolables i gaudixen d'autonomia. Tenen la seua seu en el Palau dels Borja, tot i que poden celebrar sessions en altres llocs del País Valencià si els seus òrgans de govern ho acorden. Les Corts estan constituïdes per un nombre de diputats i diputades no menor a noranta-nou. Han de ser triats per sufragi universal, lliure, igual, directe i secret, per un període de quatre anys, atenent els criteris de la representació proporcional.

### El President de La Generalitat

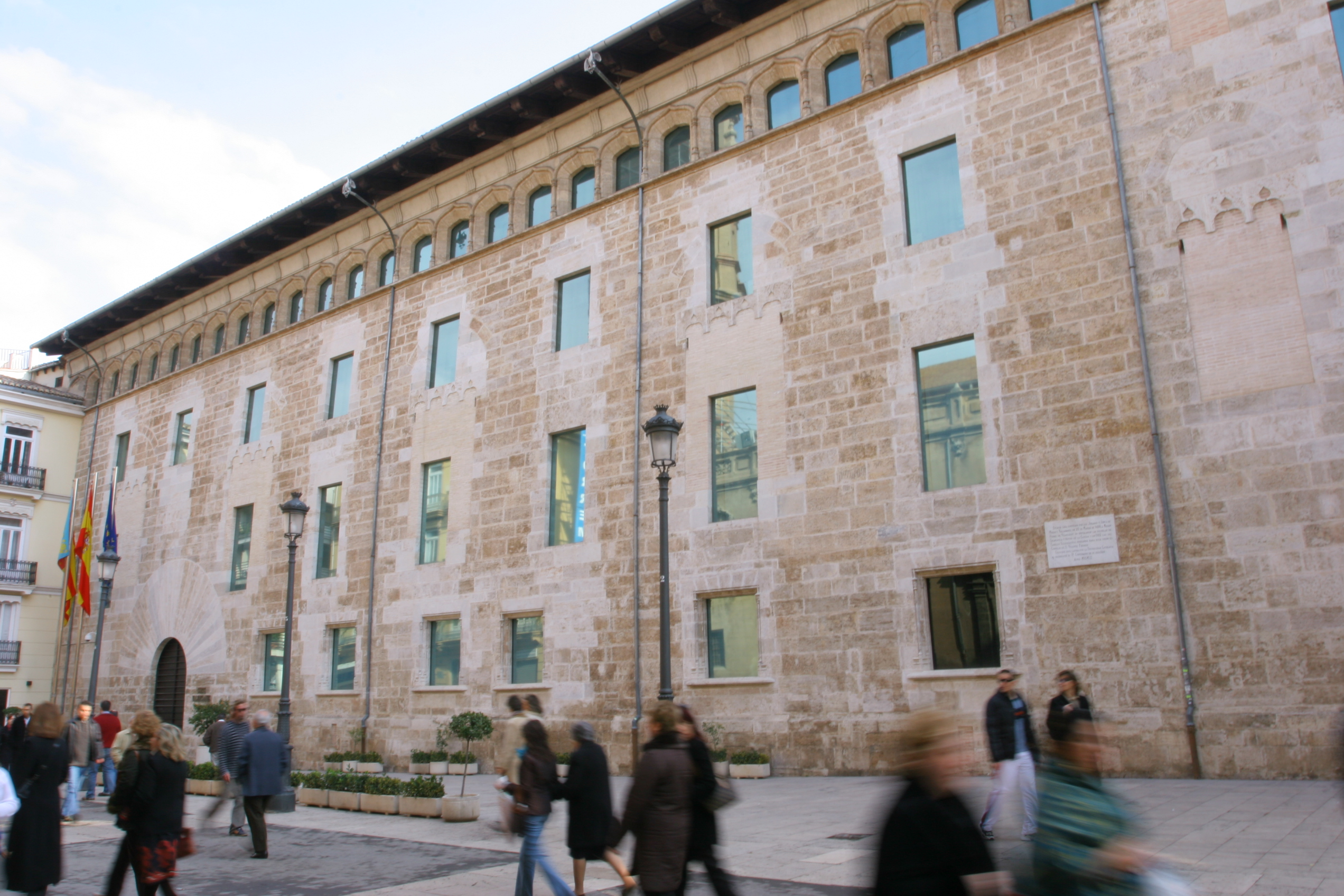
Façana del Palau dels Borja, seu de Les Corts

Article principal: President de la Generalitat Valenciana
El President de La Generalitat exercix el poder executiu o de govern del País Valencià. És elegit per Les Corts d'entre els seus membres, havent obtingut el major suport per part dels Grups Polítics, i nomenat pel Rei d'Espanya. Per a l'elecció cal que obtinga la majoria absoluta. Si no s'aconseguix, la votació es repetix quaranta-huit hores després i el criteri d'elecció es reduïx a majoria simple. El President dirigix l'acció del Consell i ostenta la més alta representació del País Valencià i l'ordinària de l'Estat.

### El Consell
Article principal: Consell de la Generalitat Valenciana
El Consell és l'òrgan col·legiat de govern de la Generalitat, amb potestat executiva i reglamentària. Dirigix l'administració del govern i es troba baix l'autoritat de La Generalitat. Els seus membres, anomenats "consellers" són designats pel President de La Generalitat. La seu del Consell és la ciutat de València, tot i que els seus organismes i dependències es poden establir en diferents llocs del territori.

## Administració local
Les entitats locals del País Valencià són els municipis, les comarques i les províncies. Totes les entitats locals gaudixen d'autonomia per a l'administració dels seus afers propis. Els municipis són regits per ajuntaments electes per sufragi universal. Les comarques són circumscripcions administratives de La Generalitat. Són entitats locals determinades per l'agrupació de municipis que, de manera conjunta, presten serveis i gestionen els afers comuns. Les àrees metropolitanes del País Valencià, així com les agrupacions de comarques, són regides per les lleis que aproven Les Corts. Les províncies exercixen la seua autonomia per mitjà de les diputacions provincials. La Generalitat transferix o delega en les diputació l'execució d'algunes competències de govern.